# Delijan (Verwaltungsbezirk)
Delijan (persisch شهرستان دلیجان) ist ein Schahrestan in der Provinz Markazi im Iran. Er enthält die Stadt Delijan, welche die Hauptstadt des Verwaltungsbezirks ist.

## Kreise
- Zentral

## Demografie
Bei der Volkszählung 2016 betrug die Einwohnerzahl des Schahrestan 51.621. Die Alphabetisierung lag bei 86 Prozent der Bevölkerung. Knapp 84 Prozent der Bevölkerung lebten in urbanen Regionen.
| Zensusjahr | Einwohnerzahl |
| ---------- | ------------- |
| 2011       | 48.986        |
| 2016       | 51.621        |